# Minucciano
Minucciano és un comune (municipi) de la província de Lucca, a la regió italiana de la Toscana, situat uns 90 km al nord-oest de f Florència i uns 45 km al nord-oest de Lucca.
Minucciano limita amb els següents municipis: Camporgiano, Casola in Lunigiana, Fivizzano, Massa, Piazza al Serchio, Sillano Giuncugnano i Vagli Sotto.